# Andrej Komac
Andrej Komac (* 4. Dezember 1979 in Šempeter pri Gorici, SFR Jugoslawien) ist ein ehemaliger slowenischer Fußballspieler.

## Karriere

### Verein
Komac begann seine Profikarriere 1997 unweit seines Heimatortes bei HIT Gorica. Beim slowenischen Erstligisten kam der zentrale Mittelfeldspieler zu seinen ersten Einsätzen im Profifußball. Nach einem Jahr wechselte Komac zum damaligen Ligakonkurrenten NK Primorje, wo er sich zum Stammspieler entwickelte. Im Sommer 2001 entschied er sich beim Hauptstadtklub NK Olimpija Ljubljana einen Vertrag zu unterzeichnen. Nach einer eher unzufriedenen Saison für den Spieler, kehrte Komac zur Spielzeit 2002/03 zurück nach Primorje, wo er erneut zu den Leistungsträgern im Team gehörte. 2004 folgte er dem Ruf seines Heimatvereins, der inzwischen in ND Gorica umbenannt wurde. Mit dem damaligen slowenischen Meister verteidigte Komac 2005 den Titel und erreichte 2005 das Finale um den nationalen Pokal, das mit 0:1 gegen Publikum Celje verloren wurde. Im Sommer 2005 wagte er den Schritt ins Ausland, wo er sich dem portugiesischen Klub Marítimo Funchal anschloss. Nach einem kurzen Intermezzo wechselte Komac in der Winterpause 2005/06 wieder nach Gorica, wo er nochmal den Meistertitel gewinnen konnte.
Bereits ein halbes Jahr später zog es den Mittelfeldspieler erneut ins Ausland. Zur schwedischen Rückrunde der Saison 2006 unterzeichnete Komac bei Djurgårdens IF. Beim damals elfmaligen schwedischen Meister gehörte der Slowene auf Anhieb zum Stammpersonal. Erst als 2009 sein Vertrag nicht verlängert wurde, zog es ihn nach Israel zu Maccabi Tel Aviv. In seiner ersten Spielzeit beim Rekordmeister kämpfte Komac stetig um einen Platz unter den ersten Elf. Sein Debüt in der Ligat ha’Al gab er am 2. Spieltag der Saison, den 29. August 2009, gegen Hapoel Petah Tikva, als ihn Trainer Avi Nimni in der 69. Minute für Yossi Shivhon einwechselte.
Es folgten weitere Stationen bei Ruch Chorzów, ND Gorica und dem FC Treviso, wo er 2013 seine Karriere beendete.

### Nationalmannschaft
Komac durchlief verschiedene Juniorennationalmannschaften Sloweniens, ehe er 2004 erstmals in deren A-Kader berufen wurde. Im Mai 2010 nominierte ihn Nationaltrainer Matjaž Kek für die Weltmeisterschaft 2010 in Südafrika. Es ist erst die zweite Teilnahme Sloweniens bei einer WM. In den zehn entscheidenden Spielen zur Qualifikation wurde Komac sechs Mal eingesetzt. Bei der WM selbst wurde Pečnik in zwei Vorrundenspielen eingewechselt.

## Erfolge
- Slowenischer Meister: 2005, 2006